# Орбелиани, Георгий Ильич
Князь Гео́ргий Ильи́ч Орбелиа́ни (1853—1924) — генерал-лейтенант (05.07.1910) русской императорской армии, участник русско-японской войны и Первой мировой войны. Сын генерал-майора князя Ильи Дмитриевича Орбелиани.

## Биография
Родился в 1853 г., окончил Пажеский корпус и начал службу офицером в лейб-гвардии Гусарском полку. Участвовал в русско-турецкой войне 1877—1878 гг. на Кавказском театре войны, за отличие был награждён орденами св. Анны 4-й степени и св. Владимира 4-й степени с мечами и бантом. После победы русских войск генерала Комарова над афганцами при Кушке Орбелиани был командирован в Закаспийский край и принял участие в русско-афганской разграничельной комиссии (1885—1886 гг.). В 1898—1899 гг. был в качестве российского военного представителя командирован в Индию на манёвры англо-индийских войск. В 1904 г. Орбелиани был произведён в генерал-майоры и назначен начальником Кавказской конной бригады (Сводный Терско-Кубанский и 2-й Дагестанский конные полки), с которой и принял участие в русско-японской войне 1904—1905 гг.; за эту войну получил ордена св. Станислава 1-й степени с мечами и св. Анны 1-й степени с мечами и 6 декабря 1904 г. награждён золотым оружием с надписью «За храбрость». В 1910 г. Орбелиани был произведён в генерал-лейтенанты и назначен начальником Закаспийской конной бригады с зачислением по Кубанскому казачьему войску. В ноябре 1913 г. зачислен в запас. Во время Первой мировой войны принят на службу и назначен состоять при верховном начальнике санитарной и эвакуационной частью принце Ольденбургском. Скончался в 1924 г.
Был женат на княжне Мариам Александровне Орбелиани (1868—1915). Их дети были:
- Орбелиани Ираклий Георгиевич (1890—1937). С 1923 г. был женат гражданским браком (брак не был оформлен) на Ариадне Дмитриевне Римской-Корсаковой (1899 — ?)
- Орбелиани Мариам Георгиевна (1899—1947), была замужем за князем Николаем(Тенгизом, Татарханом) Александровичем (Циоховичем) Дадешкелиани (1893—1961).

## Воинские звания
- В службу вступил (16.08.1873)[2]
- Корнет гвардии (04.08.1875)
- Поручик (27.03.1877)
- Штабс-ротмистр (16.04.1878)
- Подполковник (28.03.1882)
- Полковник (14.05.1896)
- Генерал-майор (11.07.1904)
- Генерал-лейтенант (05.07.1910)

## Награды
Российские:
- Орден Святой Анны 4-й степени с надписью «За храбрость» (1877)
- Орден Святого Владимира 4-й степени с мечами и бантом (1877)
- Орден Святого Станислава 2-й степени (1887)
- Орден Святой Анны 2-й степени (1893)
- Орден Святого Владимира 3-й степени (1900)
- Золотая сабля с надписью «За храбрость» (06.12.1904)
- Орден Святого Станислава 1-й степени с мечами (1905)
- Орден Святой Анны 1-й степени с мечами (05.01.1906)
- Орден Святого Владимира 2-й степени (1912)
- Орден Белого орла (20.01.1915)

Иностранные:
- Бухарский орден Благородной Бухары 3-й степени (1893)
- Бухарская золотая медаль 1-й степени
- Ольденбургский орден Заслуг герцога Петра-Фридриха-Людвига, командорский крест